# Heteronemia granulicollis
Heteronemia granulicollis är en insektsart som först beskrevs av Blanchard 1851.  Heteronemia granulicollis ingår i släktet Heteronemia och familjen Heteronemiidae. Inga underarter finns listade i Catalogue of Life.